# Bobâlna, Hunedoara
Bobâlna este un sat în comuna Rapoltu Mare din județul Hunedoara, Transilvania, România.

## Generalități
Prin satul Bobâlna trece râul Bobâlna care se varsă în Mureș în zona Halânga. 
Satul este așezat pe malul drept al râului Mureș, iar prin sat trece șoseaua care leagă Simeria de Geoagiu-Băi. 
Tot pe teritoriul satului există băi cu apă minerală semiamenajate. Compoziția acestei ape este comparabilă cu apa ștrandurilor de la Geoagiu-Băi. Spre deosebire de Geoagiu-Băi, apa de la Bobâlna nu este și termală. Zona balneară se numește local Feredeie.
Satul este de mărime medie, având câteva sute de locuitori, de naționalitate români, în majoritate ortodocși. 
Satul avea înainte de 1990 un complex de creșterea bovinelor care a fost transformat treptat într-o societate de confecționat produse mobiliere.

## Clădiri istorice
- Castelul contelui Veres, care a aparținut ulterior dr.Aurel Vlad, fost ministru în guvernul României din perioada interbelică. În epoca comunistă castelul a fost sediu CAP. Dr.Aurel Vlad a avut proprietăți importante, atât în Bobâlna, cât și în zona Orăștiei. A decedat la Sighet, împreună cu alți fruntași țărăniști și liberali, în cumplita temniță de exterminare a opoziției anticomuniste.

## Lăcașuri de cult
Biserica ortodoxă din satul Bobâlna, închinată „Sfinților Arhangheli Mihail și Gavriil”, a fost construită în a doua jumătate a secolului al XVIII-lea. Se compune dintr-un altar decroșat, poligonal, cu trei laturi, o navă dreptunghiulară spațioasă, compartimentată în naos și pronaos, și o clopotniță etajată, flancată de două turnulețe octogonale miniaturale, prevăzută cu un foișor închis de lemn și cu un coif piramidal, învelit în tablă. Edificiul este precedat de un pridvor de zid deschis, cu arcade și coloane; la acoperișul propriu-zis s-a folosit țigla. Biserica a fost consolidată în anii 1908, 1927 (șantier urmat de sfințirea lăcașului), 1955, 1968-1970 și 1984. A fost împodobit iconografic în 1983-1984 de pictorul Constantin Nițulescu din București.

## Imagini

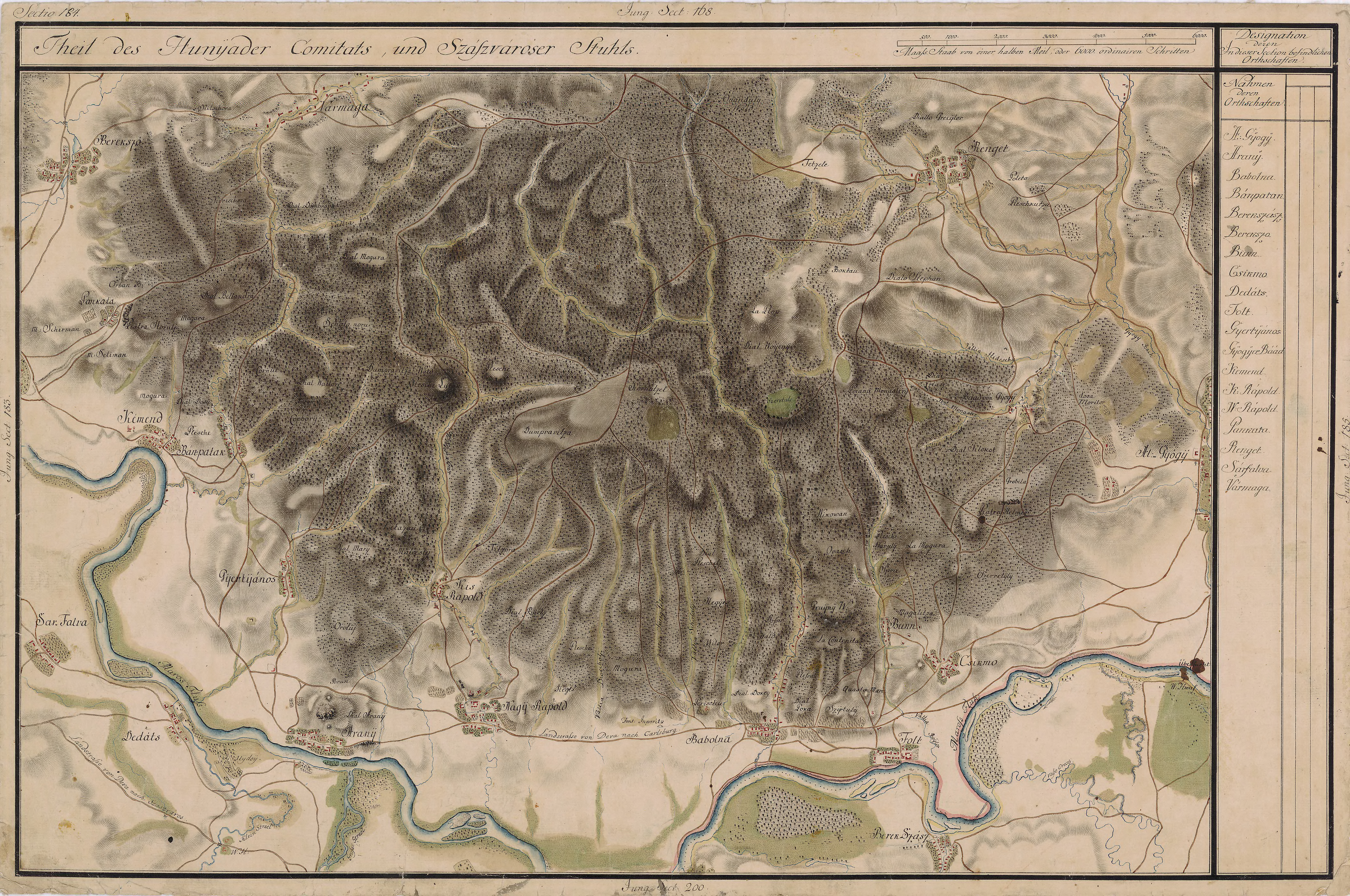
Bobâlna în Harta Iosefină a Transilvaniei, 1769-1773
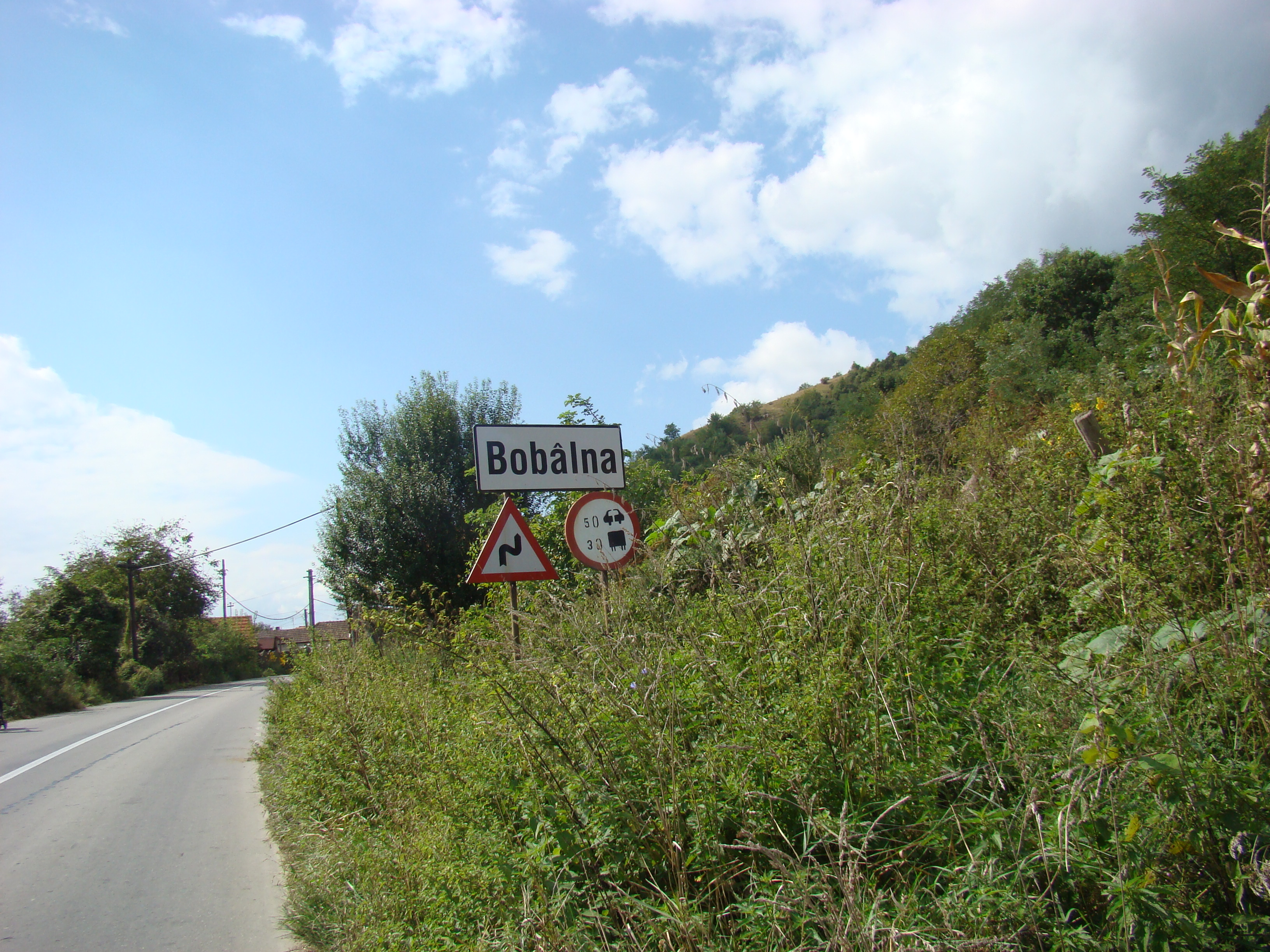
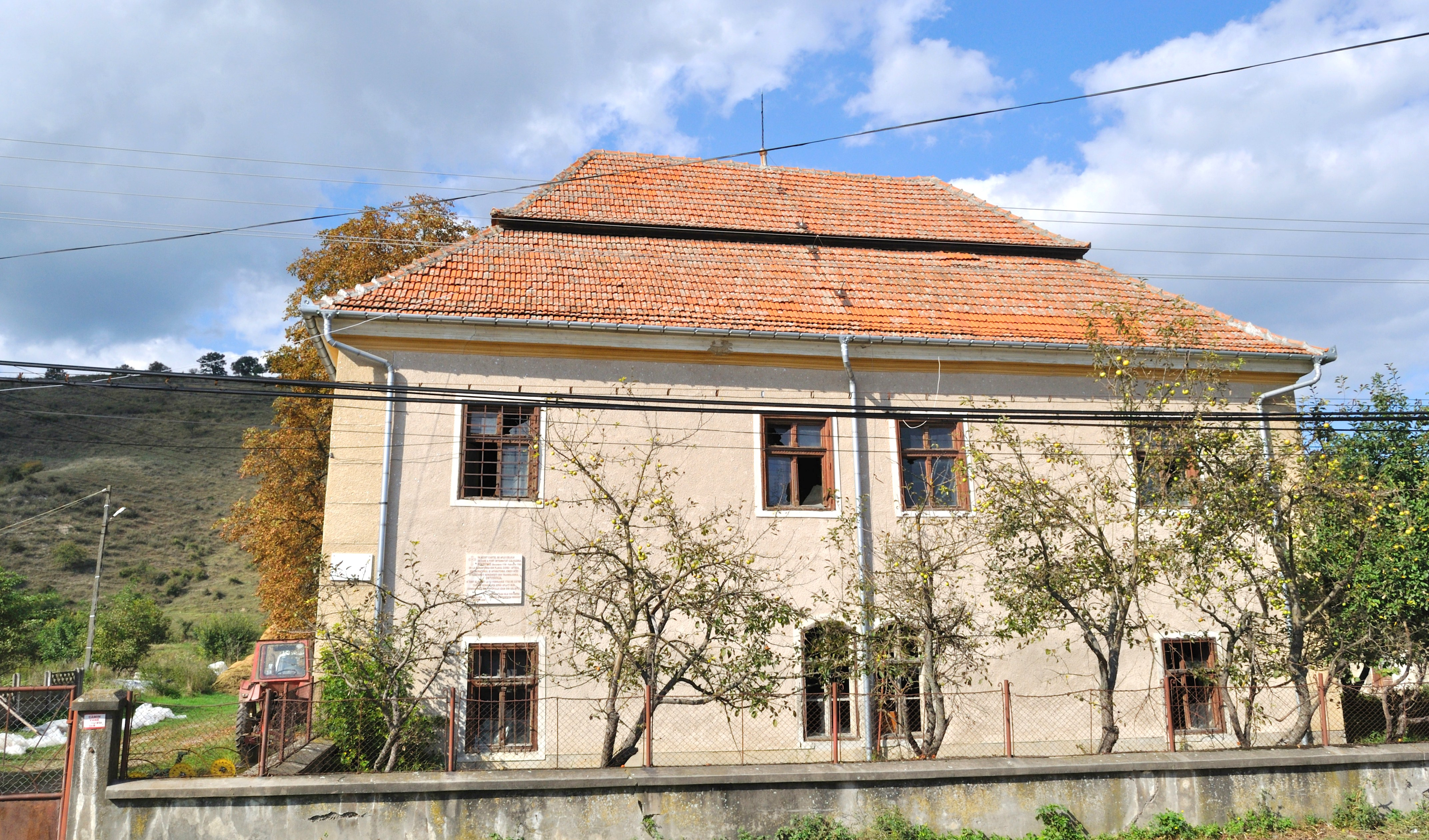
Castelul contelui Veress (secolul XVIII), monument istoric HD-II-m-A-03257
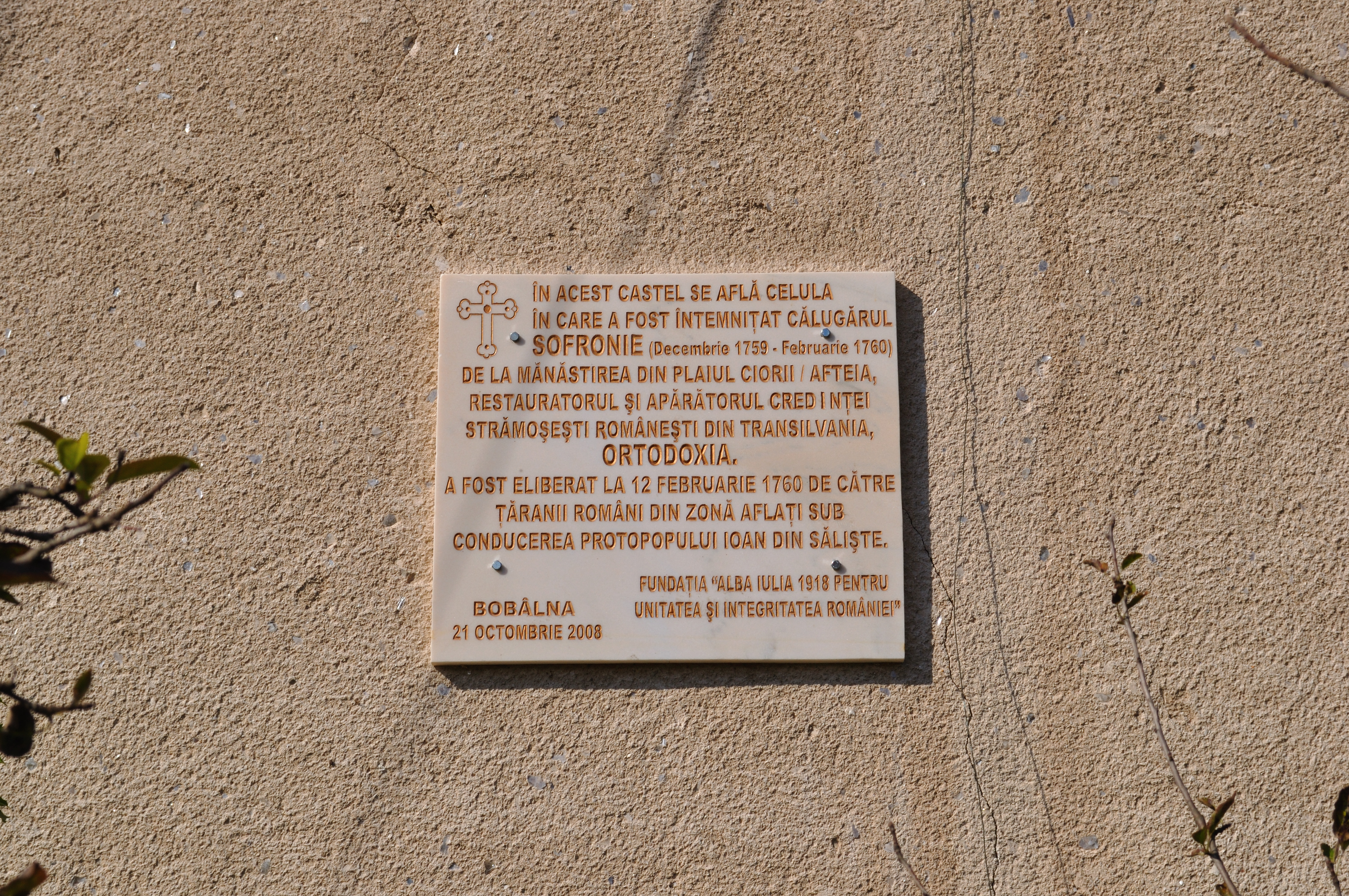